# 马克西姆·阿穆
馬克西姆·阿穆（法語：Maxime Hamou，1995年6月8日—）是一位法國職業網球運動員。

## 外部連結
- 马克西姆·阿穆（英文/西班牙文）的官方資料
- 马克西姆·阿穆的國際網球總會 職業／青少年 官方資料（英文）